# 恩代尔·梅梅特
恩代尔·梅梅特（羅馬尼亞語：Ender Memet，1967年2月22日—），罗马尼亚男子摔跤运动员。他曾代表罗马尼亚参加世界摔跤锦标赛，获得一枚银牌。他也曾参加1992年、1996年和2000年夏季奥林匹克运动会。